# زمین‌لرزه تاجیکستان
زمین‌لرزه تاجیکستان ممکن است به یکی از موارد زیر اشاره داشته باشد:
- زمین‌لرزه ۱۹۴۹ تاجیکستان
- زمین‌لرزه ۱۹۸۵ تاجیکستان
- زمین‌لرزه ۱۹۱۱ تاجیکستان
- زمین‌لرزه ۲۰۰۶ تاجیکستان
- زمین‌لرزه ۱۹۰۷ تاجیکستان
- زمین‌لرزه ۱۹۸۹ تاجیکستان